# Чугуновка (Брянская область)
Чугуновка — деревня в Дубровском районе Брянской области, в составе Пеклинского сельского поселения. Расположена в 2 км к востоку от деревни Мареевка, между деревнями Туреевка и Шаровка. Население — 1 человек (2010).
Возникла в 1920-х гг. (первоначально — посёлок); до 2005 года входила в Мареевский сельсовет.
| Годы      | 1926 | 1979 | 1989 | 2002 | 2010 |
| --------- | ---- | ---- | ---- | ---- | ---- |
| Население | 75   | 22   | 10   | 4    | 1    |